# Slang
Slang – zespół słownictwa i połączeń wyrazowych używanych nieoficjalnie w pewnym kręgu ludzi lub w ograniczonym kontekście społecznym. Slangiem posługują się grupy ludzi, których łączy wspólny typ działalności lub wspólna sfera zainteresowań. Czasem pojęcie slangu jest kojarzone ze środowiskami młodzieżowymi. W szerokim ujęciu slang nie musi być związany z konkretną grupą użytkowników języka; wyróżnia się tzw. slang ogólny, który ma stosunkowo rozległy zasięg społeczny.
Slang to słownictwo wysoce nieformalne. Środki slangu są podporządkowane ekspresywności i stanowią wynik spontanicznej twórczości językowej. Slang stanowi elastyczną odmianę języka, która przekształca tradycyjne wyrażenia lub modyfikuje ich pierwotne znaczenie, a czasami wprowadza zupełnie nowe elementy językowe. Za powstawanie slangu odpowiadają takie grupy społeczne, zawodowe czy etniczne, które są odrębne od reszty społeczeństwa; często jednak slang przenika do szerszego obiegu językowego. Slang przekazuje dodatkowe informacje o charakterze psychologicznym, społecznym czy retorycznym. Nierzadko wprowadza neologizmy, które nazywają pojęcia dotąd nienazwane; czasami wykształca nieformalne synonimy dla już istniejących wyrazów.
Według klasyfikacji Stanisława Grabiasa slang ma charakter jawny, czym odróżnia się od żargonu, eksponującego cechę intencjonalnej tajności. Bliskoznaczny charakter ma termin „gwara (środowiskowa)”, przejęty z terminologii dialektologicznej i ogólnie odnoszony do socjolektów (społecznych odmian języka). Czasami terminy „slang” i „żargon” są traktowane jako synonimiczne. W innym ściślejszym znaczeniu żargon to słownictwo specjalistyczne; niekiedy mianem żargonu określa się nazewnictwo nieformalne, typowe dla języka mówionego i odróżniane od terminologii.
Slangi różnicuje się ze względu na środowisko, w którym są używane – można wyróżnić m.in.: slang przestępczy, więzienny, młodzieżowy, internetowy, żeglarski, wspinaczkowy i naukowy. Niekiedy słownictwo slangowe pojawia się doraźnie w języku powszechnym, jednak wtedy przeważnie służy celom humorystycznym, ekspresyjnym i stylizacyjnym. Slang nie jest słownictwem „niepoprawnym”, lecz słownictwem właściwym dla swobodnego stylu operowania językiem. Slang różni się od leksyki kolokwialnej (potocznej) tym, że jest bardziej ograniczony sytuacyjnie. Slang często jest zabarwiony emocjonalnie lub wręcz wulgarny.

## Historia pojęcia
Termin „slang” pojawił się po raz pierwszy w XVIII wieku na gruncie angielskim, gdzie oznaczał pierwotnie język wulgarny. Z czasem terminem tym zaczęto określać inne sposoby posługiwania się językiem. Na przestrzeni historii wyróżniano trzy typy slangu:
- słownictwo właściwe dla środowisk przestępczych/dewiacyjnych (np. złodziei, handlarzy narkotyków[18]) lub mowa wulgarna[19];
- inwentarz leksykalno-frazeologiczny właściwy dla przedstawicieli pewnego zawodu (np. drukarzy, lekarzy, prawników)[18];
- mowa o charakterze krańcowo potocznym i efemerycznym, występująca poza ramy kulturalnego języka ogólnego, wprowadzająca nowe słownictwo lub zmieniająca znaczenie istniejących wyrazów[18]. Nie jest własnością żadnej warstwy społecznej, może pochodzić z rozmaitych środowisk[19][17].

Na gruncie językoznawstwa i literaturoznawstwa nie wypracowano jednolitego rozumienia terminu „slang”; kategoria ta uchodzi za trudną do uchwycenia w ramy terminologiczne.

## Środki slangu
Środki językowe slangu mogą powstawać w wyniku następujących procesów:
- przypisywanie nowych znaczeń słowom powszechnym;
- deformacja (zwykle skracanie) istniejących słów;
- tworzenie ekspresywnych słów i połączeń wyrazowych lub zapożyczanie ich z języków obcych.